# The Odd Couple (televisieserie)
The Odd Couple is een Amerikaanse komedieserie die op de Amerikaanse televisie werd uitgezonden van 1970 tot 1975.

## Rolverdeling
| Acteur       | Personage                    |
| ------------ | ---------------------------- |
| Tony Randall | Felix Unger                  |
| Jack Klugman | Oscar Trevor Madison         |
| Al Molinaro  | Politieagent Murray Greshler |